# Mihai Leca
Mihai Leca (n. 18 mai 1946) este un fost deputat român în legislatura 1996-2000, ales în județul Constanța pe listele Partidului Democrat. Mihai Leca a fost validat ca deputat pe data de 28 iunie 2000 când l-a înlocuit pe deputatul Radu Ștefan Mazăre. Mihai Leca a devenit deputat independent din octombrie 2000.